# Helena Nizic
Helena Nizic, 3 februari 1974 i Malmö, är en svensk skådespelare.

## Biografi
Nizic studerade vid Teaterhögskolan i Göteborg 2000–2004. Hon har varit engagerad vid Göteborgs Stadsteater, Teater De Vill i Stockholm, Ystad stående teatersällskap samt Helsingborgs Stadsteater. Hon spelade sommaren 2009 vid Romateatern.

## Filmografi
- 2005 – Fantomsmärta
- 2007 – Juni
- 2007 – Levande föda (TV-serie)
- 2011 – Maria Wern – Pojke försvunnen
- 2012 – Arne Dahl: Europa Blues (TV-serie)

## Teater

### Roller (ej komplett)
| År   | Roll         | Produktion                                                             | Regi              | Teater                   |
| ---- | ------------ | ---------------------------------------------------------------------- | ----------------- | ------------------------ |
| 2002 |              | Albert Speer David Edgar                                               | Jasenko Selimović | Göteborgs stadsteater    |
| 2004 | Alicia       | Askungen, en saga för vår tid Gunilla Boëthius                         | Anette Norberg    | Helsingborgs stadsteater |
| 2005 | Kim          | Limbo Margareta Garpe                                                  | Göran Stangertz   | Helsingborgs stadsteater |
| 2006 | Curleys fru  | Möss och människor (Of Mice and Men) John Steinbeck                    | Michael Cocke     | Helsingborgs stadsteater |
| 2006 | Nickan       | Alkohålet Cristina Gottfridsson                                        | Göran Stangertz   | Helsingborgs stadsteater |
| 2007 | Viola        | Trettondagsafton (Twelfth Night, or What You Will) William Shakespeare | Michael Cocke     | Helsingborgs stadsteater |
| 2015 | Elena Helene | Frankenstein (Frankenstein genskabt) Kasper Hoff                       | Tereza Andersson  | Östgötateatern           |